# Hydriomena indistincta
Hydriomena indistincta là một loài bướm đêm trong họ Geometridae.